# Apoštolář

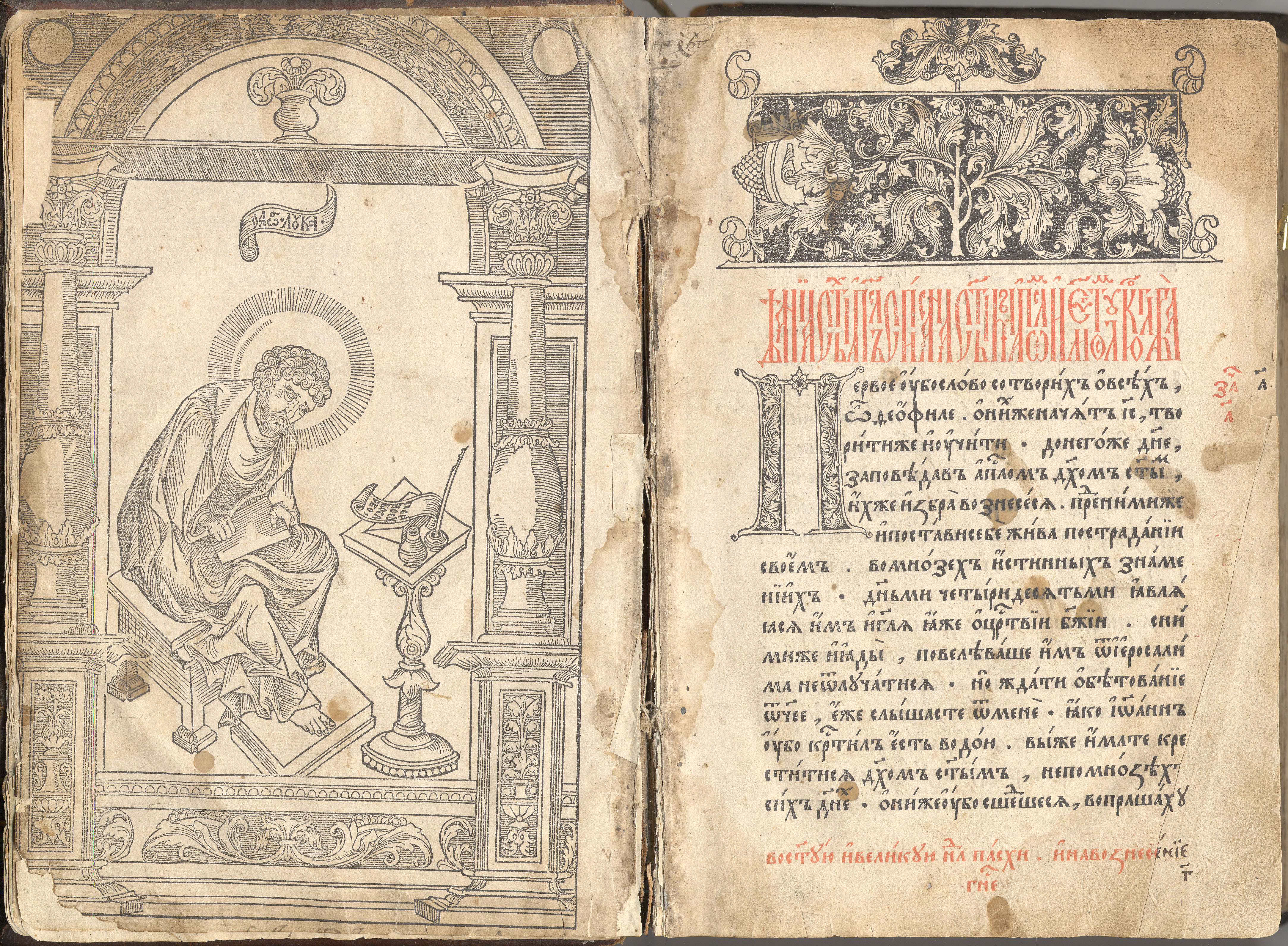
Církevnoslovanský apoštolář, 1564, Moskva

Apoštolář nebo Apoštol je liturgická kniha používaná v řeckokatolické a pravoslavné církvi, která obsahuje liturgické čtení ze Skutků apoštolů a listy apoštolů. V byzantském ritu se Zjevení Janovo nikdy nečte (i když je součástí kánonu novozákonních knih), a proto se jeho text v apoštoláři nenachází.
Text apoštoláře je rozdělen na tzv. začala (začátky) tedy perikopy a dohromady jich je 335. Apoštolář je uspořádán jako biblické knihy v Novém zákoně podle východního stylu - po Skutcích apoštolů následuje List Jakubův, První a Druhý list Petrův, První, Druhý a Třetí list Janův, List Judův a Pavlovy epištoly.
Někdy obsahuje i stálé části božské liturgie určené pro kantora a pro měnící části např. prokimeny.